# Höselsthal

Höselsthal, Ortsansicht von Nordnordost

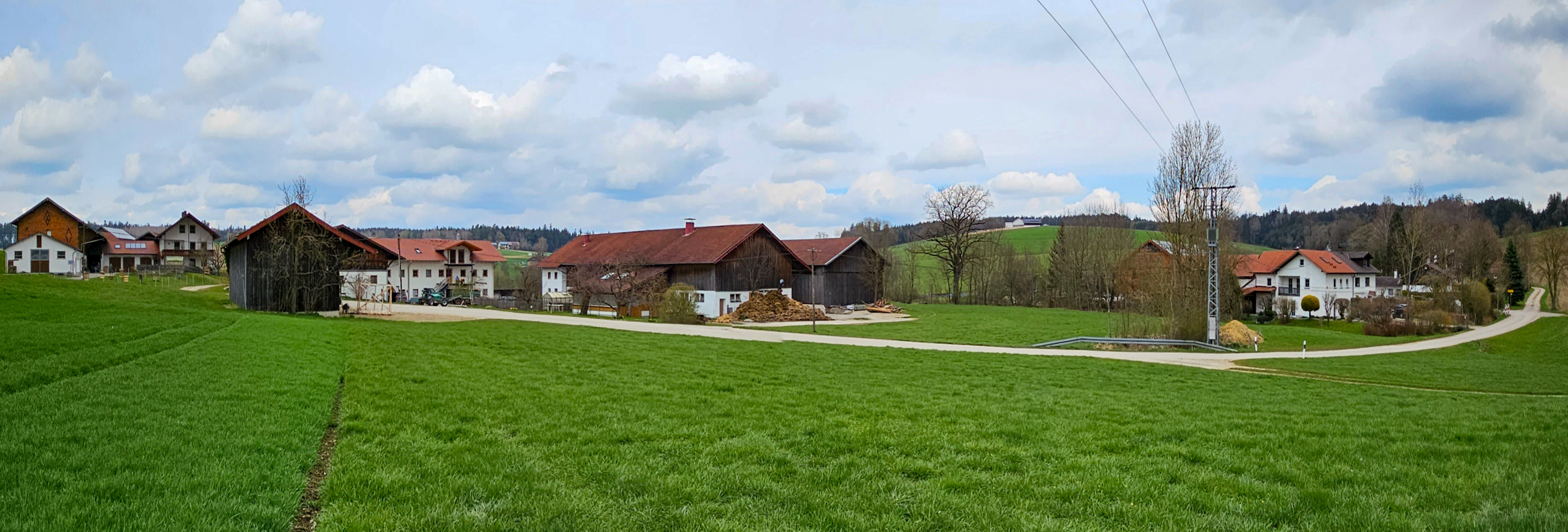
Höselsthal, Ortsansicht von Süden

Höselsthal ist ein Gemeindeteil des oberbayerischen Marktes Isen im Landkreis Erding und der größte Ort im Gemeindebereich nördlich des Kernortes Isen.
Höselsthal wurde 1267 erstmals erwähnt und bestand im Jahr 1739 aus 8 Anwesen. Der Ort gehörte ursprünglich zur Obmannschaft Steinsberg in der freisingischen Herrschaft Burgrain.
Der sieben Wohngebäude (Stand: 2022) zählende Weiler liegt in der Gemarkung Westach zwischen Isen, Lengdorf und Kopfsburg oberhalb des Isentals. Der Ort kann als Ausgangspunkt für Spaziergänge und Wanderungen im Sollacher Forst und Kopfsburger Holz genutzt werden.